# Nufenen
Nufenen (en romanche Nueinas) era una comuna suiza del cantón de los Grisones, situada en el distrito de Hinterrhein, círculo de Rheinwald. Limitaba al norte con las comunas de Vals y Safien, al este con Splügen, al sur con Mesocco, y al oeste con Hinterrhein. En la actualidad forma parte de la comuna de Rheinwald.